# Саліна в Сечовлє

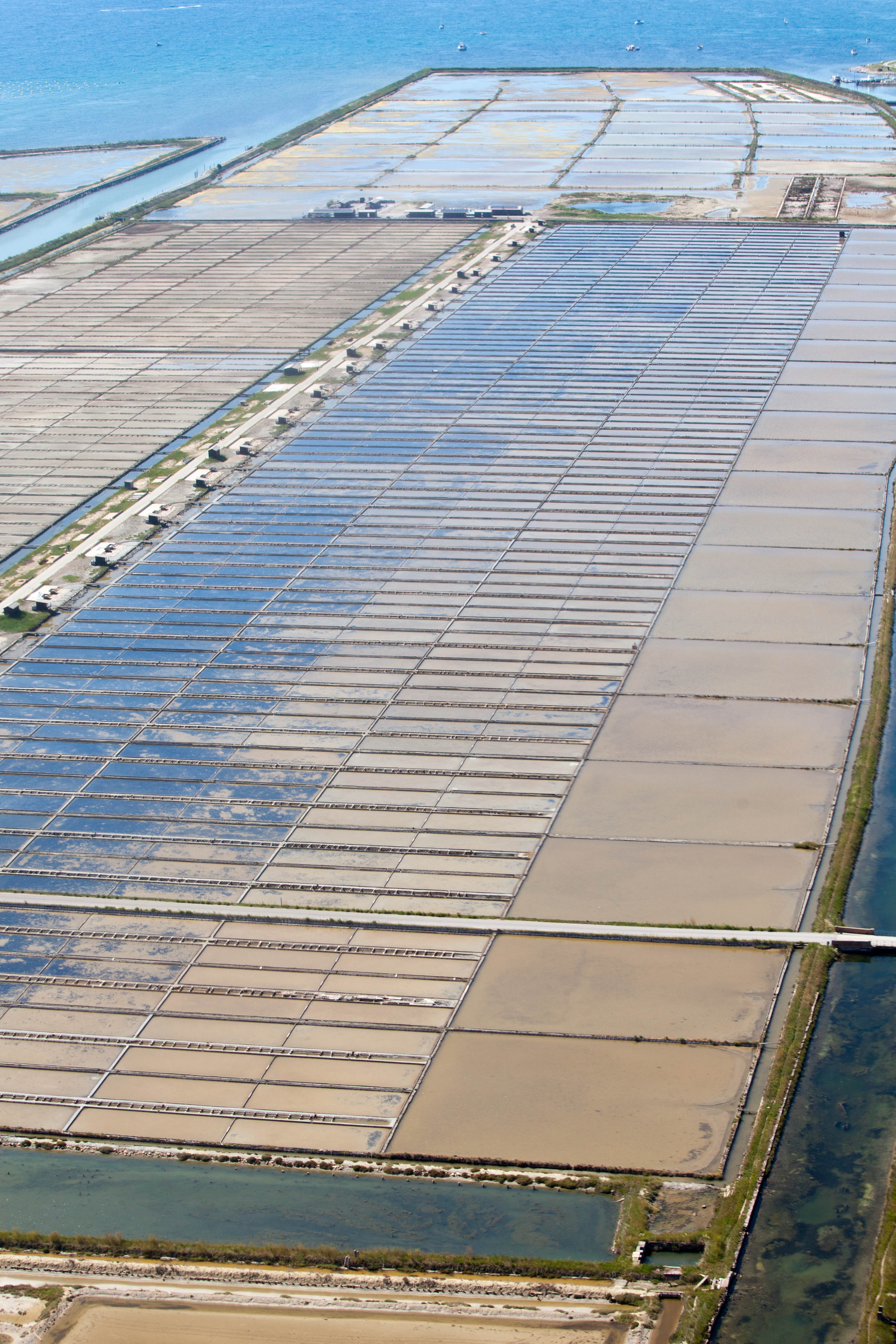
Саліна в Сечовлє

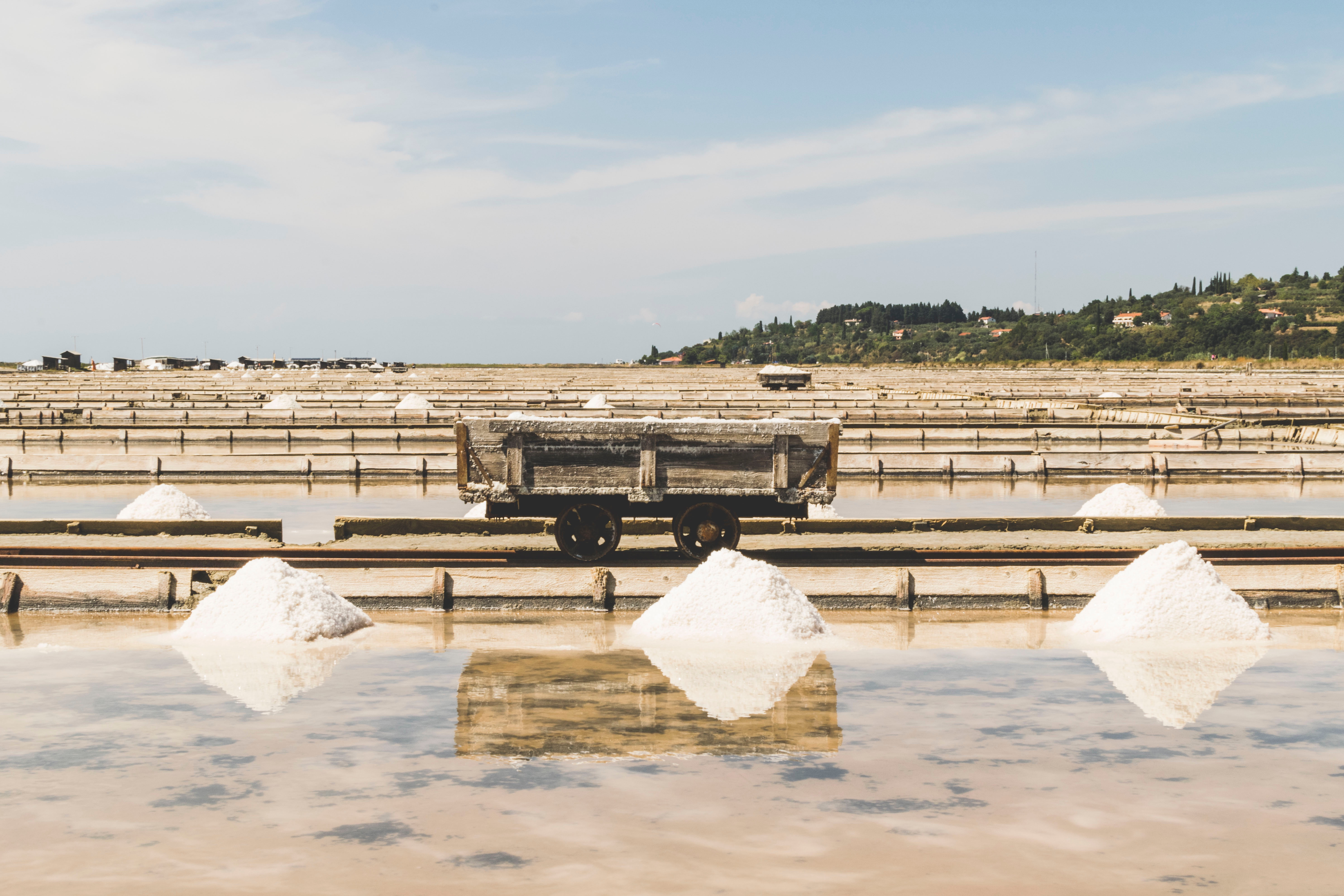
Саліна в Сечовлє

45°29′20.91″ пн. ш. 13°36′11.28″ сх. д. / 45.4891417° пн. ш. 13.6031333° сх. д.
Саліна в Сечовлє (словен. Sečoveljske soline) — найбільша словенська водойма для випаровування солей. Разом із саліною в Струняні, вони є найпівнічнішими середземноморськими салінами і одними з небагатьох, де все ще виробляється сіль традиційним способом. Він також включає водно-болотні угіддя міжнародного значення і місцем розмноження водоплавних птахів. Солеварня розташована в Парецагу в словенській Істрії, на південному заході країни, на Адріатичному морі, уздовж гирла річки Драгонья поблизу Сечовлє.
Солеварня діє з 13 століття. Сьогодні виробництво солі ведеться з метою збереження природної та культурної спадщини. Область соляних робіт і півострів Сеча були оголошені ландшафтним парком Саліни в Сечовлє. Музей соляної промисловості в Сечовлє отримав премію Europa Nostra, що надається Європейським Союзом видатним ініціативам із збереження культурної спадщини, в 2003 році і став першою словенською організацією, що була нагороджена. Сіль, вироблена в соляній промисловості, продається як Піранська сіль (словен. Piranska sol) і має статус захищеного походження в Європейському Союзі.
У 1993 році соляні споруди були включені до списку водно-болотних угідь міжнародного значення за Рамсарською конвенцією. Водно-болотні угіддя охоплюють 650 га (1600 акрів) у гирлі Драгоньї.

## Флора
Особливе значення мають рослини, які потребують високих концентрацій солі для вирощування — серед них Salicornia europea, Arthrochnemum fruticosum, Halimione portulacoides, Limonium angustifolium, Artemisia caerulescens, Suaeda maritima, та Inula crithmoides.

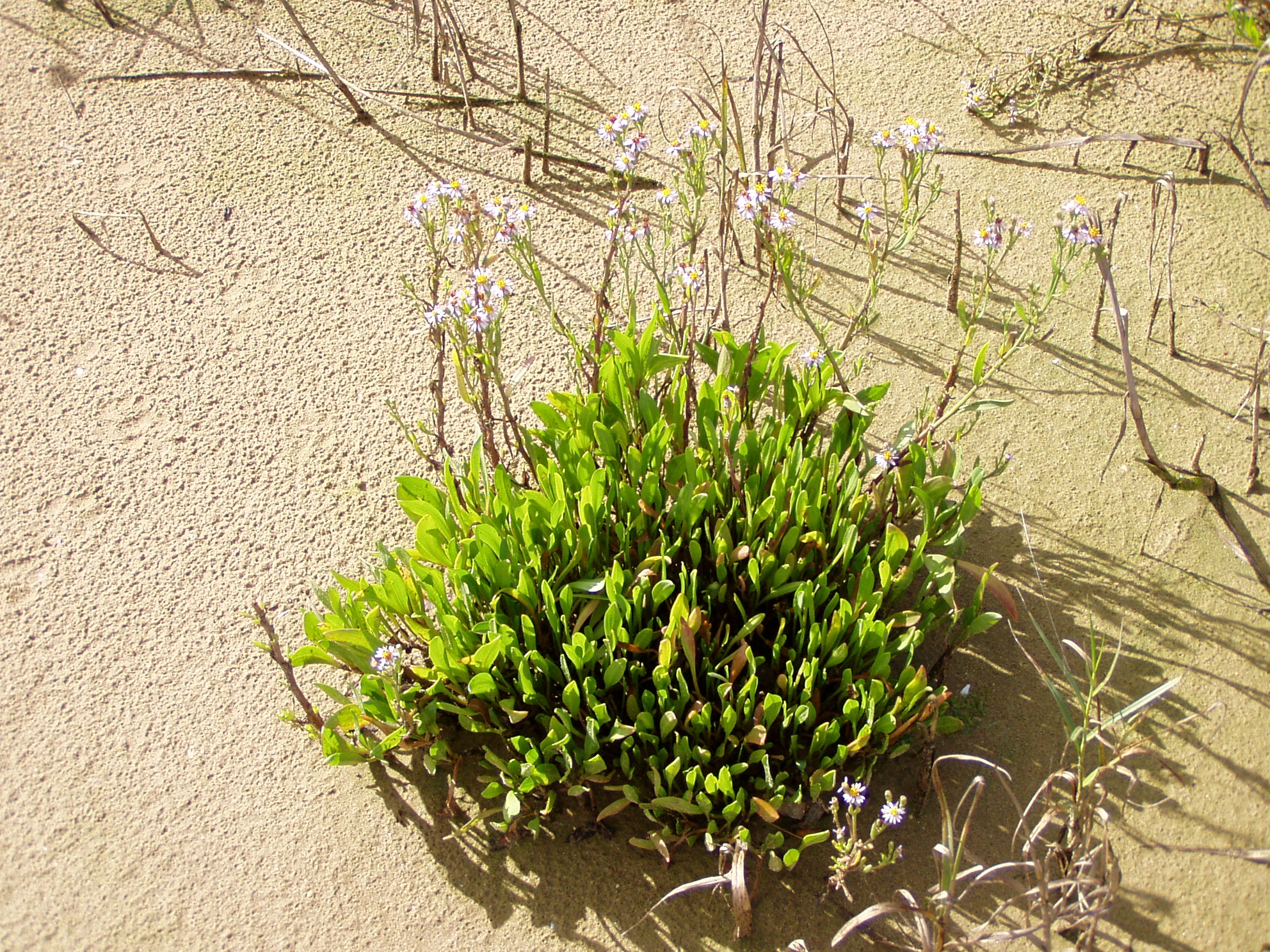
Limonium angustifolium
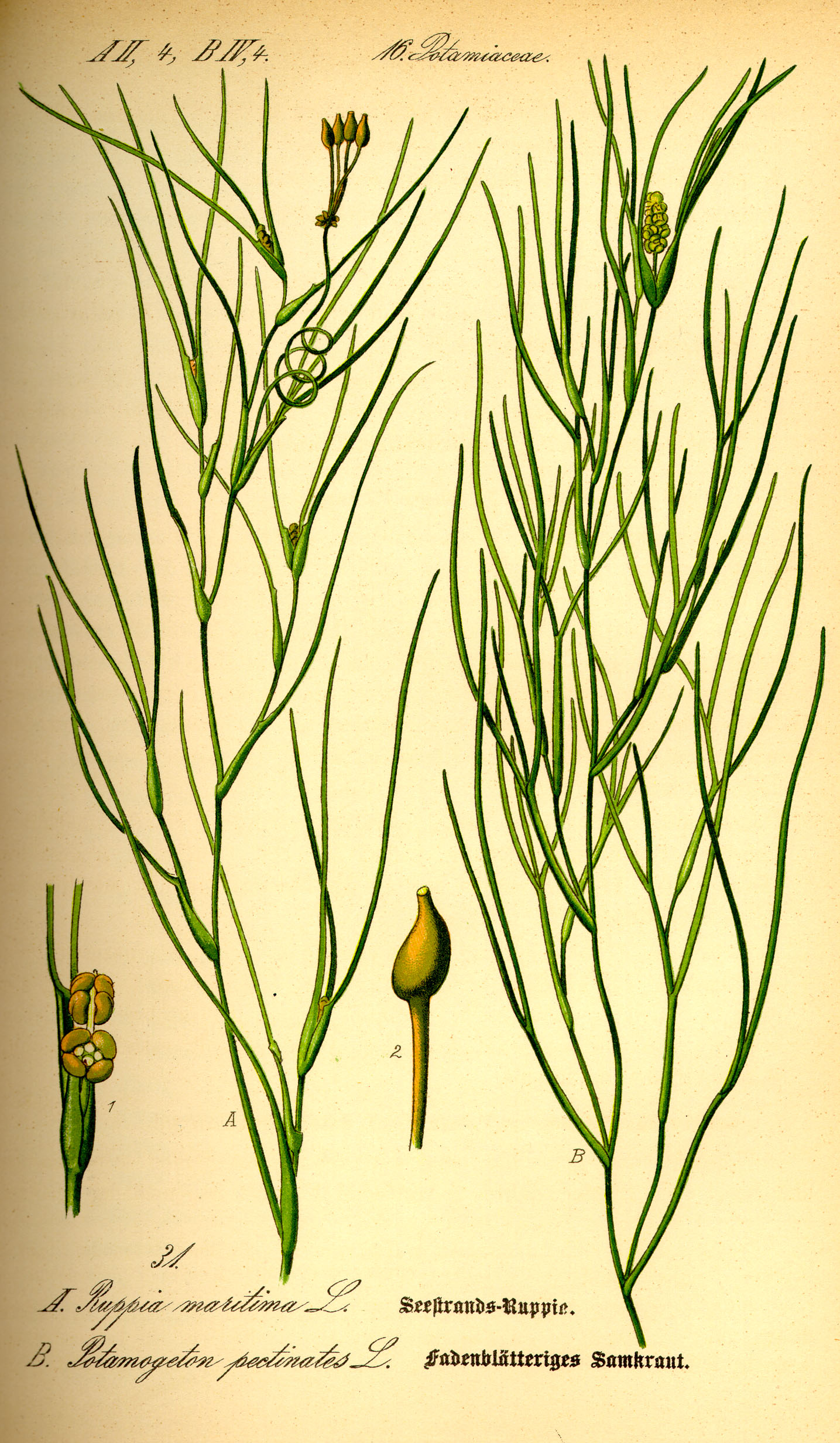
Рупія морська росте в закритих каналах з більш глибокою і солоною водою.
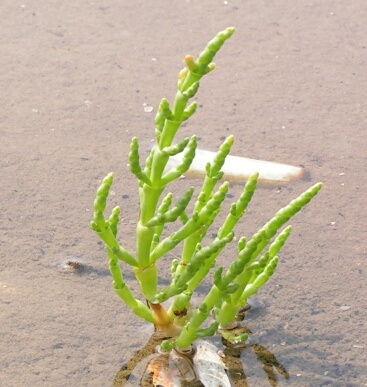
Іноді, спільноти Salicornia europea покривають соляний ставок.
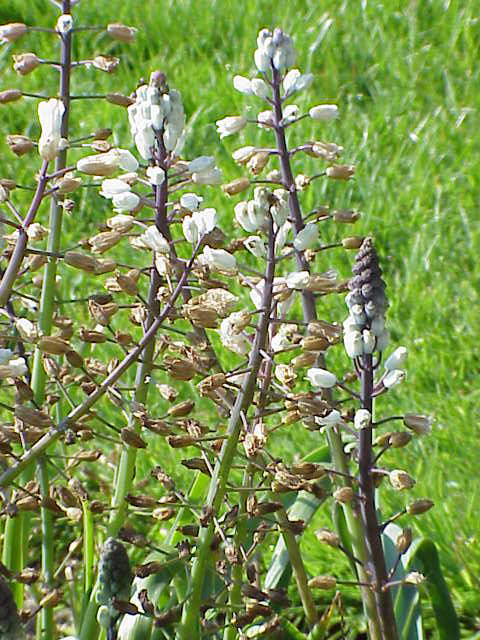
Саліна в Сечовлє є єдиним місцем в Словенії, де росте Bellevalia romana

## Фауна
Понад 280 видів птахів були виявлені на соляних ставах в Сечовлє, принаймні чотири з них мають своє єдине місце гніздування. Саліна є домом для численних безхребетних (таких як креветки і раковини) і хребетних. Серед комах, бджоли  Tetraloniella nana  і  Pseudoapis bispinosa , а також жучок  Dimorphopterus blissoides . Серед хребетних Сункус етруський (Suncus etruscus), the Італійська стінна ящірка (Podarcis sicula), та нічниця гостровух (Myotis blythii).

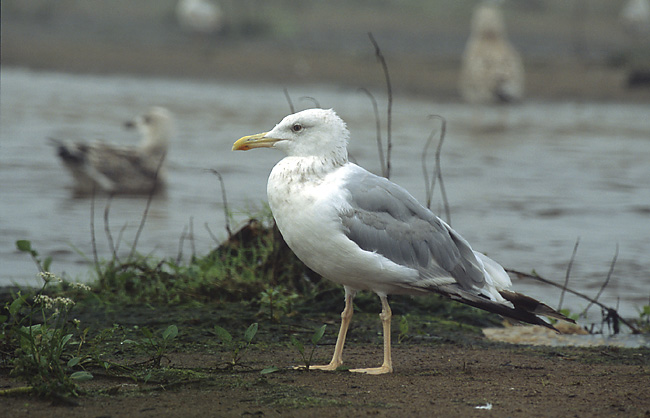
Середземноморська чайка (Larus michahellis)
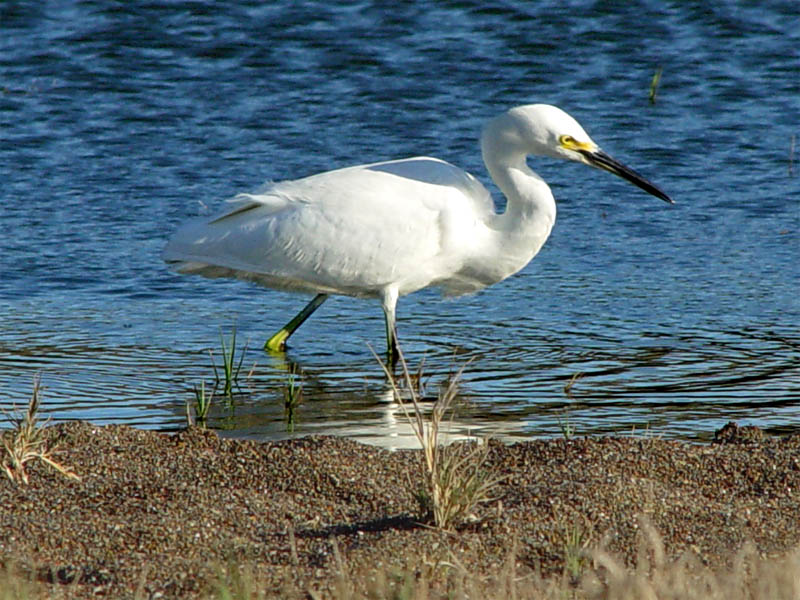
Чепура мала є найбільш розповсюджена з родини чаплевих та є символом Саліни в Сечовлє.
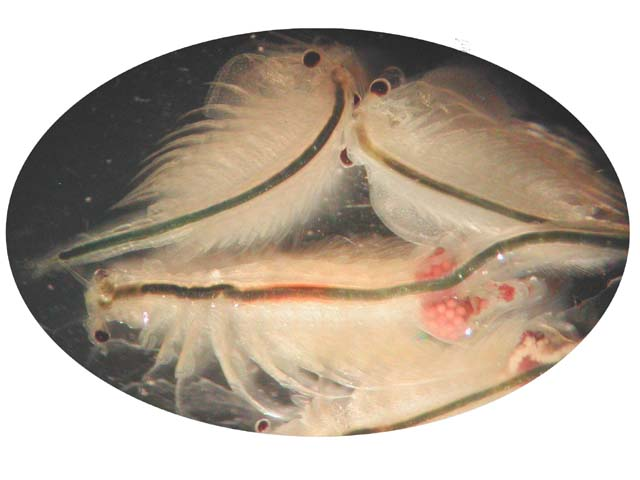
Ряд водяних тварин, наприклад артемія Artemia salina, живут в Саліні в Сечовлє.